# Athletes Unlimited Volleyball 2023
L'Athletes Unlimited Volleyball 2023 si è svolta dal 6 ottobre al 6 novembre 2023 al Legacy Park di Mesa (Arizona): al torneo hanno partecipato 45 pallavoliste e la vittoria finale è andata alla statunitense Leah Edmond. 

## Impianti
|                                                               |  |  |
|                                                               |  |  |
| Legacy Park Città: Mesa Capienza: 2 800 Anno d'apertura: 2022 |  |  |

## Regolamento
Rispetto ai tradizionali campionati di pallavolo, quello organizzato da Athletes Unlimited presenta diverse differenze. 
- Non vi sono dei veri club, ma le giocatrici vengono settimanalmente selezionate attraverso un draft per formare quattro squadre che prendono inizialmente il nome dai colori delle loro divise (Gold, Orange, Blue e Purple) e in seguito dal rispettivo capitano; il primo draft vede nei ruoli di capitani le migliori quattro giocatrici rimaste nella lega dalla stagione precedente, mentre dalla seconda settimana il ruolo viene ricoperto dalle quattro giocatrici in testa alla classifica.
- L'intero evento si svolge all'interno della medesima arena, eliminando il criterio delle partite giocate in casa e in trasferta.
- Ogni partita dura tre set e la vittoria finale viene assegnata alla squadra che ottiene più punti totali, non a quella che vince più set.
- La classifica riguarda le giocatrici, che accumulano punti attraverso i risultati, i premi di MVP (assegnati dalle giocatrici stesse e dai fans) e le statistiche di rendimento individuale.
- Il torneo vede le squadre formate attraverso il draft affrontarsi in un round-robin ogni settimana.

### Criteri di classifica
I punti vengono accumulati dalle giocatrici, invece che dalle squadre, attraverso i risultati, i premi di MVP (assegnati dalle giocatrici stesse e dai fans) e le statistiche di rendimento individuale: 
- Partita vinta = +60 punti;
- Set vinto = +40 punti;
- MVP 1 = +60 punti;
- MVP 2 = +40 punti;
- MVP 3 = +20 punti;
- Servizio: ace = +12 punti, errore = -8 punti;
- Attacco: vincente = +8 punti, errore = -12 punti;
- Palleggio: assist[4] = +1 punto, errore = -12 punti;
- Difesa: +5 punti, l'errore non rientra nel computo;
- Ricezione: positiva = +2 punti, errore = -8 punti;
- Muro: vincente = +12 punti, l'errore non rientra nel computo.

## Partecipanti
| N  | Giocatrice           | R | TW1  | TW2  | TW3  | TW4  | TW5  |
| -- | -------------------- | - | ---- | ---- | ---- | ---- | ---- |
| 42 | Symone Abbott        | S | 220  | 256  | 764  | 1044 | 1208 |
| 19 | Anota Adekunle       | C | 236  | 236  | 236  | 236  | 236  |
| 55 | Alison Bastianelli   | C | 475  | 555  | 1328 | 1746 | 2008 |
| 0  | Amanda Benson        | L | 248  | 743  | 1237 | 1604 | 2110 |
| 31 | Gabrielle Blossom    | P | 225  | 437  | 617  | 912  | 1085 |
| 10 | Kazmiere Brown       | C | 279  | 494  | 889  | 1488 | 2135 |
| 17 | Taylor Bruns         | P | 492  | 752  | 1297 | 1672 | 2041 |
| 28 | Kayla Caffey         | C | 407  | 856  | 1065 | 1257 | 1676 |
| 11 | Claire Chaussee      | S | 578  | 1397 | 1817 | 2457 | 2939 |
| 77 | Génesis Collazo      | O | 745  | 1061 | 1804 | 2286 | 2980 |
| 24 | Áurea Cruz           | S | 439  | 1073 | 1489 | 1732 | 2014 |
| 81 | Bethania de la Cruz  | S | 729  | 1874 | 1994 | 2541 | 3130 |
| 23 | TeTori Dixon         | C | 242  | 781  | 1353 | 1776 | 2151 |
| 14 | Nicole Edelman       | P | 317  | 637  | 777  | 1061 | 1490 |
| 14 | Leah Edmond          | S | 1028 | 1737 | 2614 | 3406 | 4313 |
| 7  | Erin Fairs           | S | 223  | 438  | 718  | 1310 | 1625 |
| 97 | Shelly Fanning       | C | 90   | 502  | 648  | 1039 | 1695 |
| 6  | Alisha Glass         | P | 485  | 937  | 1296 | 1772 | 1979 |
| 9  | Wélissa Gonzaga      | S | 309  | 643  | 998  | 1268 | 1751 |
| 88 | Marin Grote          | C | 286  | 506  | 786  | 1096 | 1426 |
| 3  | Danielle Hart        | C | 817  | 1199 | 1467 | 1747 | 1927 |
| 46 | Morgan Hentz         | L | 881  | 1716 | 2417 | 2919 | 3274 |
| 8  | Sydney Hilley        | P | 880  | 1466 | 1995 | 2486 | 3114 |
| 91 | Saskia Hippe         | O | 321  | 1124 | 1641 | 1971 | 2304 |
| 44 | Willow Johnson       | O | 590  | 811  | 1171 | 1879 | 2333 |
| 15 | Katie Lukes          | S | 86   | 580  | 740  | 1083 | 1263 |
| 5  | Mallory McCage       | C | 374  | 948  | 1892 | 2439 | 2896 |
| 18 | Deja McClendon       | S | 500  | 829  | 1218 | 1405 | 1607 |
| 20 | Blake Mohler         | C | 80   | 108  | 608  | 935  | 1099 |
| 2  | Brooke Nuneviller    | S | 364  | 1035 | 1888 | 2643 | 3582 |
| 22 | Yossiana Pressley    | S | 359  | 970  | 1200 | 1738 | 2175 |
| 33 | Nia Reed             | O | 433  | 741  | 969  | 1149 | 1609 |
| 32 | Nia Robinson         | S | 83   | 309  | 422  | 782  | 902  |
| 16 | Jenna Rosenthal      | C | 675  | 1423 | 1684 | 2046 | 2657 |
| 4  | Raymariely Santos    | P | 92   | 597  | 877  | 1141 | 1601 |
| 26 | María Schlegel       | S | 98   | 222  | 402  | 681  | 1001 |
| 29 | Lindsay Stalzer      | S | 360  | 860  | 946  | 1329 | 1696 |
| 37 | Alli Stumler         | S | 923  | 1078 | 2131 | 3141 | 3748 |
| 13 | Nootsara Tomkom      | P | 579  | 724  | 1474 | 2106 | 2529 |
| 27 | Natalia Valentín     | P | 400  | 1260 | 1805 | 2328 | 3369 |
| 21 | Lindsey Vander Weide | S | 481  | 981  | 1835 | 2359 | 3118 |
| 40 | Nomaris Vélez        | L | 414  | 839  | 1210 | 1842 | 2214 |
| 48 | Karis Watson         | C | 274  | 774  | 1074 | 1461 | 1917 |
| 1  | Kendall White        | L | 500  | 758  | 1136 | 1598 | 2304 |
| 54 | Emmaline Willis      | C | 500  | 1080 | 1393 | 1711 | 1840 |

      Team Gold
      Team Orange
      Team Blue
      Team Purple
      Assente
      Inattiva
Capitani

### Capitani
| W | Team Gold           | Team Orange      | Team Blue       | Team Purple       |
| - | ------------------- | ---------------- | --------------- | ----------------- |
| 1 | Bethania de la Cruz | Natalia Valentín | Nootsara Tomkom | Leah Edmond       |
| 2 | Leah Edmond         | Alli Stumler     | Morgan Hentz    | Sydney Hilley     |
| 3 | Leah Edmond         | Morgan Hentz     | Sydney Hilley   | Jenna Rosenthal   |
| 4 | Leah Edmond         | Morgan Hentz     | Alli Stumler    | Sydney Hilley     |
| 5 | Leah Edmond         | Alli Stumler     | Morgan Hentz    | Brooke Nuneviller |

### Allenatori
| W | Team Gold       | Team Orange     | Team Blue       | Team Purple     |
| - | --------------- | --------------- | --------------- | --------------- |
| 1 | Kayla Banwarth  | Brandon Directo | Stephen Gbur    | David Rubio     |
| 2 | Brandon Directo | Stephen Gbur    | David Rubio     | Kayla Banwarth  |
| 3 | Stephen Gbur    | David Rubio     | Kayla Banwarth  | Brandon Directo |
| 4 | David Rubio     | Kayla Banwarth  | Brandon Directo | Stephen Gbur    |
| 5 | Kayla Banwarth  | Brandon Directo | Stephen Gbur    | David Rubio     |

### Avvicendamenti
- La seconda settimana:

Anota Adekunle abbandona il torneo per infortunio.
Blake Mohler si unisce al torneo.
- La terza settimana:

Bethania de la Cruz resta inattiva per poter partecipare con la propria nazionale ai XIX Giochi panamericani.
- La quarta settimana:

Danielle Hart resta inattiva, ma riceve comunque i punti del team dal quale viene selezionata.
- La quinta settimana:

Danielle Hart resta inattiva, ma riceve comunque i punti del team dal quale viene selezionata.

## Torneo

### Week 1
| Gara 1 |                               |     |                             |
|        |                               |     |                             |
| 06-10  | Team Tomkom - Team Valentín   | 3-0 | 25-20, 25-20, 25-23 (75-63) |
| 06-10  | Team de la Cruz - Team Edmond | 1-2 | 31-33, 25-19, 17-25 (73-77) |

| Gara 2 |                               |     |                             |
|        |                               |     |                             |
| 08-10  | Team Edmond - Team Valentín   | 3-0 | 25-20, 25-19, 25-19 (75-58) |
| 08-10  | Team Tomkom - Team de la Cruz | 1-2 | 21-25, 24-26, 25-18 (70-69) |

| \| Gara 3 \| \| \| \| \| \| \| \| \| \| 09-10 \| Team Edmond - Team Tomkom \| 3-0 \| 25-14, 25-16, 25-14 (75-44) \| \| 09-10 \| Team Valentín - Team de la Cruz \| 2-1 \| 28-26, 16-25, 25-18, GS: 3-5 (72-74) \| |                                 |     |                                      |
| Gara 3 |                                 |     |                                      |
| |                                 |     |                                      |
| 09-10 | Team Edmond - Team Tomkom       | 3-0 | 25-14, 25-16, 25-14 (75-44)          |
| 09-10 | Team Valentín - Team de la Cruz | 2-1 | 28-26, 16-25, 25-18, GS: 3-5 (72-74) |

### Week 2
| Gara 1 |                           |     |                             |
|        |                           |     |                             |
| 13-10  | Team Hentz - Team Stumler | 3-0 | 25-11, 25-16, 26-24 (76-51) |
| 13-10  | Team Edmond - Team Hilley | 1-2 | 15-25, 26-24, 21-25 (62-74) |

| Gara 2 |                            |     |                             |
|        |                            |     |                             |
| 15-10  | Team Hilley - Team Stumler | 3-0 | 25-17, 25-18, 25-18 (75-53) |
| 15-10  | Team Hentz - Team Edmond   | 2-1 | 25-16, 23-25, 25-23 (73-64) |

| \| Gara 3 \| \| \| \| \| \| \| \| \| \| 16-10 \| Team Hilley - Team Hentz \| 0-3 \| 26-28, 13-25, 16-25 (55-78) \| \| 16-10 \| Team Stumler - Team Edmond \| 1-2 \| 25-19, 21-25, 17-25 (63-69) \| |                            |     |                             |
| Gara 3 |                            |     |                             |
| |                            |     |                             |
| 16-10 | Team Hilley - Team Hentz   | 0-3 | 26-28, 13-25, 16-25 (55-78) |
| 16-10 | Team Stumler - Team Edmond | 1-2 | 25-19, 21-25, 17-25 (63-69) |

### Week 3
| Gara 1 |                              |     |                             |
|        |                              |     |                             |
| 20-20  | Team Hilley - Team Hentz     | 0-3 | 19-25, 21-25, 15-25 (55-75) |
| 20-20  | Team Edmond - Team Rosenthal | 2-1 | 25-22, 21-25, 25-21 (71-68) |

| Gara 2 |                             |     |                             |
|        |                             |     |                             |
| 22-20  | Team Rosenthal - Team Hentz | 1-2 | 25-23, 15-25, 20-25 (60-72) |
| 22-20  | Team Hilley - Team Edmond   | 1-2 | 25-22, 15-25, 20-25 (60-72) |

| \| Gara 3 \| \| \| \| \| \| \| \| \| \| 23-20 \| Team Rosenthal - Team Hilley \| 1-2 \| 20-25, 25-22, 14-25 (59-72) \| \| 23-20 \| Team Hentz - Team Edmond \| 3-0 \| 25-14, 25-11, 25-22 (75-47) \| |                              |     |                             |
| Gara 3 |                              |     |                             |
| |                              |     |                             |
| 23-20 | Team Rosenthal - Team Hilley | 1-2 | 20-25, 25-22, 14-25 (59-72) |
| 23-20 | Team Hentz - Team Edmond     | 3-0 | 25-14, 25-11, 25-22 (75-47) |

### Week 4
| Gara 1 |                           |     |                             |
|        |                           |     |                             |
| 27-10  | Team Stumler - Team Hentz | 2-1 | 21-25, 25-22, 25-21 (71-68) |
| 27-10  | Team Edmond - Team Hilley | 1-2 | 25-18, 26-28, 22-25 (73-71) |

| Gara 2 |                            |     |                             |
|        |                            |     |                             |
| 29-10  | Team Hilley - Team Hentz   | 0-3 | 27-29, 21-25, 20-25 (68-79) |
| 29-10  | Team Stumler - Team Edmond | 2-1 | 25-22, 25-15, 25-27 (75-64) |

| \| Gara 3 \| \| \| \| \| \| \| \| \| \| 30-10 \| Team Hilley - Team Stumler \| 1-2 \| 25-15, 22-25, 24-26 (71-66) \| \| 30-10 \| Team Hentz - Team Edmond \| 1-2 \| 16-25, 22-25, 25-20 (63-70) \| |                            |     |                             |
| Gara 3 |                            |     |                             |
| |                            |     |                             |
| 30-10 | Team Hilley - Team Stumler | 1-2 | 25-15, 22-25, 24-26 (71-66) |
| 30-10 | Team Hentz - Team Edmond   | 1-2 | 16-25, 22-25, 25-20 (63-70) |

### Week 5
| Gara 1 |                               |     |                             |
|        |                               |     |                             |
| 03-10  | Team Hentz - Team Stumler     | 1-2 | 29-31, 27-25, 16-25 (72-81) |
| 03-10  | Team Edmond - Team Nuneviller | 2-1 | 25-17, 25-18, 11-25 (61-60) |

| Gara 2 |                                |     |                             |
|        |                                |     |                             |
| 05-10  | Team Nuneviller - Team Stumler | 2-1 | 25-14, 25-22, 25-27 (75-63) |
| 05-10  | Team Hentz - Team Edmond       | 1-2 | 15-25, 17-25, 25-19 (57-69) |

| \| Gara 3 \| \| \| \| \| \| \| \| \| \| 06-10 \| Team Nuneviller - Team Hentz \| 2-1 \| 20-25, 25-20, 25-18 (70-63) \| \| 06-10 \| Team Stumler - Team Edmond \| 0-3 \| 22-25, 19-25, 22-25 (63-75) \| |                              |     |                             |
| Gara 3 |                              |     |                             |
| |                              |     |                             |
| 06-10 | Team Nuneviller - Team Hentz | 2-1 | 20-25, 25-20, 25-18 (70-63) |
| 06-10 | Team Stumler - Team Edmond   | 0-3 | 22-25, 19-25, 22-25 (63-75) |

## Premi individuali
| Premio                       | Giocatrice      |
| ---------------------------- | --------------- |
| Miglior palleggiatrice       | Nootsara Tomkom |
| Miglior opposto              | Willow Johnson  |
| Miglior schiacciatrice       | Leah Edmond     |
| Miglior schiacciatrice       | Claire Chaussee |
| Miglior centrale             | Mallory McCage  |
| Miglior centrale             | TeTori Dixon    |
| Miglior libero               | Morgan Hentz    |
| Blocker of the Year          | Mallory McCage  |
| Defensive Player of the Year | Morgan Hentz    |
| Teammate of the Year         | Deja McClendon  |

## Statistiche
| Giocatrice      | AUV | AUV | AUV | AUV | AUV |
| Giocatrice      | P   | PT  | AV  | MV  | BV  |
| --------------- | --- | --- | --- | --- | --- |
| S. Abbott       | 5   | 10  | 10  | 0   | 0   |
| A. Adekunle     | 1   | 2   | 2   | 0   | 0   |
| A. Bastianelli  | 12  | 77  | 71  | 3   | 3   |
| A. Benson       | 12  | 0   | 0   | 0   | 0   |
| G. Blossom      | 8   | 0   | 0   | 0   | 0   |
| K. Brown        | 12  | 91  | 91  | 0   | 0   |
| T. Bruns        | 12  | 19  | 19  | 0   | 0   |
| K. Caffey       | 9   | 52  | 50  | 2   | 0   |
| C. Chaussee     | 12  | 237 | 222 | 14  | 1   |
| G. Collazo      | 12  | 106 | 81  | 21  | 4   |
| Á. Cruz         | 12  | 77  | 67  | 5   | 5   |
| B. de la Cruz   | 8   | 183 | 164 | 7   | 12  |
| T. Dixon        | 15  | 97  | 67  | 28  | 2   |
| N. Edelman      | 8   | 8   | 2   | 6   | 0   |
| L. Edmond       | 15  | 252 | 224 | 23  | 5   |
| E. Fairs        | 6   | 0   | 0   | 0   | 0   |
| S. Fanning      | 13  | 53  | 42  | 4   | 7   |
| A. Glass        | 12  | 26  | 16  | 10  | 0   |
| W. Gonzaga      | 8   | 2   | 2   | 0   | 0   |
| M. Grote        | 5   | 15  | 9   | 2   | 4   |
| D. Hart         | 6   | 53  | 37  | 13  | 3   |
| M. Hentz        | 15  | 0   | 0   | 0   | 0   |
| S. Hilley       | 15  | 58  | 32  | 15  | 11  |
| S. Hippe        | 13  | 136 | 119 | 11  | 6   |
| W. Johnson      | 15  | 156 | 135 | 15  | 6   |
| K. Lukes        | 11  | 67  | 62  | 5   | 0   |
| M. McCage       | 15  | 145 | 122 | 20  | 3   |
| D. McClendon    | 9   | 20  | 19  | 1   | 0   |
| B. Mohler       | 6   | 16  | 9   | 7   | 0   |
| B. Nuneviller   | 15  | 191 | 179 | 4   | 8   |
| Y. Pressley     | 14  | 141 | 122 | 14  | 5   |
| N. Reed         | 7   | 37  | 30  | 6   | 1   |
| N. Robinson     | 5   | 13  | 12  | 0   | 1   |
| J. Rosenthal    | 15  | 118 | 93  | 19  | 6   |
| R. Santos       | 8   | 1   | 0   | 0   | 1   |
| M. Schlegel     | 7   | 8   | 8   | 0   | 0   |
| L. Stalzer      | 7   | 16  | 15  | 1   | 0   |
| A. Stumler      | 15  | 192 | 164 | 22  | 6   |
| N. Tomkom       | 15  | 14  | 6   | 4   | 4   |
| N. Valentín     | 15  | 47  | 23  | 10  | 14  |
| L. Vander Weide | 14  | 122 | 103 | 12  | 7   |
| N. Vélez        | 15  | 0   | 0   | 0   | 0   |
| K. Watson       | 9   | 39  | 33  | 4   | 2   |
| K. White        | 15  | 0   | 0   | 0   | 0   |
| E. Willis       | 11  | 52  | 45  | 5   | 2   |

P = presenze; PT = punti totali; AV = attacchi vincenti; MV = muri vincenti; BV = battute vincenti